# BMW R 51
La BMW R 51 est une moto du constructeur BMW produite entre 1938 et 1940.